# Eva González Fernández
Eva González Fernández,  španska pisateljica, * 17. januar 1918, Palacios del Sil, † 25. junij 2007, Palacios del Sil.
Pisala je v leonščini (različica asturleonščine).
Rodila se je v majhni gorski vasi v Leonu. V svoji mladosti se je avtodidaktično učila, ker je prihajala iz zelo revnih okoliščin. Literarno dejavnost je začela v osemdesetih letih 20. stoletja, ko je oživel asturleonski jezik v Španiji. Prvič je sledila ritmu in slogu leonskega ljudskega izročila. Pozneje je že uporabila v pripovedni prozi in liriki bolj intimne literarne oblike. Njena literarna dediščina je izjemno bogata.
Velikokrat je sodelovala s svojim sinom Robertom Gonzálezem-Quevedom, ki je šel po materinih stopinjah.